# Karel Janeček
Karl Janeček, född den 20 februari 1903 i Częstochowa (idag  i Polen), död den 4 januari 1974 i Prag, var en tjeckisk tonsättare och musikteoretiker.

## Biografi
Janeček utexaminerades från Högskolan för elektroteknik i Prag. Redan under sin  gymnasietid började han emellertid att komponera och efter examen rekommenderades han av Vitezslav Novak att tillträde till andra året vid Konservatoriet i Prag. Han var där elev av Jaroslav Křičky och Vitezslav Novak. Han avlade examen 1927 och snart tilldelades hans arbete flera priser.
Janeček komponerade orkesterverk (symfonier), kammarmusik samt stycken för piano och sång. Han publicerade också teoretiska arbeten med avseende på musikform, melodi, grunderna i modern harmoni, tektonik samt Smetanas kammarmusik. För sin tid var hans verk banbrytande och har fortfarande stor betydelse både vetenskapligt och som grundläggande läromedel.
Janeček var från 1941 professor vid konservatoriet i Prag.